# Atletica leggera ai Giochi della XXV Olimpiade - Maratona femminile
La maratona ha fatto parte del programma femminile di atletica leggera ai Giochi della XXV Olimpiade. La competizione si è svolta il 1º agosto nella città di Barcellona, con arrivo nello Stadio olimpico.

## Presenze ed assenze delle campionesse in carica
| Competizione        | Atleta       | Prestazione | Barcellona 1992 |
| ------------------- | ------------ | ----------- | --------------- |
| Olimpiadi 1988      | Rosa Mota    | 2h25'40”    | Rit. 1991       |
| Commonwealth 1990   | Lisa Martin  | 2h25'28”    | Presente        |
| Goodwill Games 1990 | Zoja Ivanova | 2h34'38”    | Non selez.      |
| Europei 1990        | Rosa Mota    | 2h31'27”    | Rit. 1991       |
| Asiatici 1990       | Zhao Youfeng | 2h35'19”    | Assente         |
| Panamericani 1991   | Olga Appell  | 2h43'36”    | Presente        |
| Mondiali 1991       | Wanda Panfil | 2h29'53”    | Presente        |

## La gara
L'australiana Lisa Martin-Ondieki fa il ritmo: 36'27" al 10º km e 1h14'09" al 20°. Ma dopo essere stata superata, prima dalla Biktagirova e poi dalla Egorova, cede e si fa risucchiare dal gruppo.

La Egorova accelera il ritmo e al 30º km accumula un vantaggio di un minuto sulle inseguitrici. La raggiunge la giapponese Arimori poco prima del 35º km.

Le due atlete corrono insieme lungo i 2.500 metri della salita che porta allo stadio. Alla fine della salita la russa piazza l'affondo finale ed arriva sola al traguardo con 40 metri di margine sulla giapponese.

## Ordine d’arrivo
| Pos.    | Atleta                 | Nazione                 | Tempo       |
| ------- | ---------------------- | ----------------------- | ----------- |
| Oro     | Valentina Egorova      | Squadra Unificata       | 2 h 32' 41" |
| Argento | Yūko Arimori           | Giappone                | 2 h 32' 49" |
| Bronzo  | Lorraine Moller        | Nuova Zelanda           | 2 h 33' 59" |
| 4.      | Sachiko Yamashita      | Giappone                | 2 h 36' 26" |
| 5.      | Katrin Dörre           | Germania                | 2 h 36' 48" |
| 6.      | Mun Gyong-Ae           | Corea del Nord          | 2 h 37' 03" |
| 7.      | Manuela Machado        | Portogallo              | 2 h 38' 22" |
| 8.      | Ramilya Burangulova    | Squadra Unificata       | 2 h 38' 46" |
| 9.      | Colleen De Reuck       | Sudafrica               | 2 h 39' 03" |
| 10.     | Cathy O'Brien          | Stati Uniti             | 2 h 39' 42" |
| 11.     | Karolina Szabó         | Ungheria                | 2 h 40' 10" |
| 12.     | Francie Larrieu- Smith | Stati Uniti             | 2 h 41' 09" |
| 13.     | Sally Eastall          | Gran Bretagna           | 2 h 41' 20" |
| 14.     | Ritva Lemettinen       | Finlandia               | 2 h 41' 48" |
| 15.     | Birgit Jerschabek      | Germania                | 2 h 42' 45" |
| 16.     | Véronique Marot        | Gran Bretagna           | 2 h 42' 55" |
| 17.     | Márcia Narloch         | Brasile                 | 2 h 44' 32" |
| 18.     | Emma Scaunich          | Italia                  | 2 h 46' 14" |
| 19.     | Odette Lapierre        | Canada                  | 2 h 46' 18" |
| 20.     | Anna Villani           | Italia                  | 2 h 46' 44" |
| 21.     | Janis Klecker          | Stati Uniti             | 2 h 47' 17" |
| 22.     | Wanda Panfil           | Polonia                 | 2 h 47' 27" |
| 23.     | Bettina Sabatini       | Italia                  | 2 h 50' 09" |
| 24.     | Alena Peterková        | Cecoslovacchia          | 2 h 53' 30" |
| 25.     | Lee Mi-Ok              | Corea del Sud           | 2 h 54' 21" |
| 26.     | Małgorzata Birbach     | Polonia                 | 2 h 54' 33" |
| 27.     | Sally Ellis            | Gran Bretagna           | 2 h 54' 41" |
| 28.     | Pascaline Wangui       | Kenya                   | 2 h 56' 46" |
| 29.     | Yumi Kokamo            | Giappone                | 2 h 58' 18" |
| 30.     | Addis Gezahegu         | Etiopia                 | 2 h 58' 27" |
| 31.     | Janette Mayal          | Brasile                 | 3 h 00' 23" |
| 32.     | Elena Murgoci          | Romania                 | 3 h 01' 46" |
| 33.     | Vilma Peña             | Costa Rica              | 3 h 03' 34" |
| 34.     | Ena Guevara            | Perù                    | 3 h 05' 50" |
| 35.     | Ana Gutierrez          | Isole Vergini Americane | 3 h 14' 02" |
| 36.     | Jen Allred             | Guam                    | 3 h 14' 45" |
| 37.     | Bakombo Kungu          | Zaire                   | 3 h 29' 10" |
| —       | Aurora Cunha           | Portogallo              | Rit.        |
| —       | Olga Appell            | Messico                 | Rit.        |
| —       | Franziska Moser        | Svizzera                | Rit.        |
| —       | Teo Dang-Thi           | Vietnam                 | Rit.        |
| —       | Lizanne Bussieres      | Canada                  | Rit.        |
| —       | Maria Rebelo           | Francia                 | Rit.        |
| —       | Cornelia Melis         | Aruba                   | Rit.        |
| —       | Marguerite Buist       | Nuova Zelanda           | Rit.        |
| —       | Lisa Ondieki           | Australia               | Rit.        |
| —       | Madina Biktagirova     | Squadra Unificata       | Squal.      |